# 三重県立松阪商業高等学校
三重県立松阪商業高等学校（みえけんりつまつさかしょうぎょうこうとうがっこう）は、三重県松阪市にある公立の商業高等学校。学校の通称は松商（まつしょう）。

## 沿革
- 1920年4月 - 三重県立松阪商業学校として設立される。創立当時は松阪町大字松阪字殿町（現・松阪市殿町）にあった[1]。
- 1948年4月 - 学制改革により、三重県松阪北高等学校となる[2]。
- 1952年4月 - 三重県松阪商業高等学校となる。
- 1955年4月 - 三重県立松阪商業高等学校となる。
- 1968年10月 - 現在地へ移転[1]。
- 1997年4月 - 単位制による教育に移行する（全日制専門学科の高等学校では全国初）。

## 教育組織
- 全日制の課程
  - 総合ビジネス科
  - 国際ビジネス科

## 学校行事
- 文化祭
- 体育祭

## 生徒会活動・部活動など
- 運動部 - 硬式野球、ソフトボール、陸上競技、卓球、バスケットボール、バドミントン、バレーボール（女）、ソフトテニス（女）
- 文化部 - ギター、吹奏楽、商業美術、茶道、書道、放送、簿記、珠算・電卓、ワープロコンピュータ、ESS、SBP、人権サークル・日本語学習会
- 同好会 - 華道

## 著名な出身者
- 鈴木正（元プロ野球選手）

## アクセス
- 近鉄山田線櫛田駅 徒歩約20分
- JR紀勢本線徳和駅 徒歩約23分

かつては正門付近まで三重交通の路線バスが運行されていたが、1994年に廃止された。

## その他
- 国家資格の基本情報技術者試験（FE）の午前科目免除制度の認定校となっている[3][4]。